# Medicago astroites
Medicago astroites är en ärtväxtart som först beskrevs av Fisch. och Carl Anton von Meyer, och fick sitt nu gällande namn av Ernst Rudolf von Trautvetter. Medicago astroites ingår i släktet luserner, och familjen ärtväxter. IUCN kategoriserar arten globalt som livskraftig. Inga underarter finns listade i Catalogue of Life.